# Verbandsgemeinde Daun
Die Verbandsgemeinde Daun ist eine Gebietskörperschaft im Landkreis Vulkaneifel in Rheinland-Pfalz. Der Verbandsgemeinde gehören die Stadt Daun sowie 37 weitere Ortsgemeinden an, der Verwaltungssitz ist in der namensgebenden Stadt Daun.

## Verbandsangehörige Gemeinden
| Ortsgemeinde, Stadt   | Fläche (km²) | Einwohner |
| --------------------- | ------------ | --------- |
| Betteldorf            | 3,31         | 236       |
| Bleckhausen           | 6,32         | 285       |
| Brockscheid           | 2,05         | 193       |
| Darscheid             | 5,80         | 927       |
| Daun, Stadt           | 48,97        | 7.608     |
| Demerath              | 10,52        | 282       |
| Deudesfeld            | 8,03         | 361       |
| Dockweiler            | 6,05         | 676       |
| Dreis-Brück           | 18,18        | 786       |
| Ellscheid             | 5,21         | 290       |
| Gefell                | 2,79         | 90        |
| Gillenfeld            | 14,99        | 1.370     |
| Hinterweiler          | 5,32         | 221       |
| Hörscheid             | 4,04         | 119       |
| Immerath              | 5,95         | 230       |
| Kirchweiler           | 6,31         | 397       |
| Kradenbach            | 1,73         | 139       |
| Mehren                | 12,95        | 1.291     |
| Meisburg              | 7,05         | 231       |
| Mückeln               | 4,73         | 226       |
| Nerdlen               | 4,45         | 257       |
| Niederstadtfeld       | 9,13         | 451       |
| Oberstadtfeld         | 10,21        | 515       |
| Sarmersbach           | 5,19         | 170       |
| Saxler                | 1,82         | 58        |
| Schalkenmehren        | 10,40        | 598       |
| Schönbach             | 4,67         | 249       |
| Schutz                | 9,04         | 130       |
| Steineberg            | 2,93         | 202       |
| Steiningen            | 7,60         | 193       |
| Strohn                | 8,60         | 484       |
| Strotzbüsch           | 6,45         | 425       |
| Üdersdorf             | 17,47        | 1.065     |
| Udler                 | 6,30         | 282       |
| Utzerath              | 5,70         | 172       |
| Wallenborn            | 8,23         | 401       |
| Weidenbach            | 10,73        | 245       |
| Winkel (Eifel)        | 6,69         | 134       |
| Verbandsgemeinde Daun | 315,92       | 21.989    |

(Einwohner am 31. Dezember 2024)

## Geschichte
Die Verbandsgemeinde Daun ist im Rahmen der in der zweiten Hälfte der 1960er und Anfang der 1970er Jahre durchgeführten rheinland-pfälzischen Funktional- und Gebietsreform aus dem seit 1927 bestehenden Amt Daun entstanden. Zum 1. Oktober 1968 wurden bezüglich der Verbandsgemeinden aufgrund des „Landesgesetzes zur Änderung kommunalverfassungsrechtlicher Vorschriften und zur Vorbereitung der Neugliederung von Gemeinden“ vom 16. Juli 1968 zunächst alle 132 Ämter in den Regierungsbezirken Koblenz und Trier, darunter das Amt Daun, in Verbandsgemeinden umgewandelt.
1968 gehörten zur Verbandsgemeinde Daun die Stadt Daun sowie die Ortsgemeinden Beinhausen, Boxberg, Brück, Darscheid, Dockweiler, Dreis, Gefell, Hörscheid, Hörschhausen, Katzwinkel, Kirchweiler, Kradenbach, Mehren, Neichen, Nerdlen, Rengen, Sarmersbach, Schalkenmehren, Schönbach, Steinborn, Utzerath und Waldkönigen.
In einem weiteren Schritt der Gebietsreform wurden durch das „Achte Landesgesetz über die Verwaltungsvereinfachung im Lande Rheinland-Pfalz“ vom 28. Juli 1970 die Verbandsgemeinden im Kreise Daun mit Wirkung vom 7. November 1970 neu gebildet. Der neuen Verbandsgemeinde Daun wurden folgende Gemeinden zugeordnet:
- von der bisherigen Verbandsgemeinde Daun die Stadt Daun sowie die Ortsgemeinden Darscheid, Dockweiler, Dreis, Gefell, Hörscheid, Kirchweiler, Kradenbach, Mehren, Nerdlen, Rengen, Sarmersbach, Schalkenmehren, Schönbach, Steinborn, Utzerath und Waldkönigen,
- von der aufgelösten Verbandsgemeinde Niederstadtfeld die Gemeinden Bleckhausen, Deudesfeld, Meisburg, Niederstadtfeld, Oberstadtfeld, Schutz, Tettscheid, Trittscheid, Üdersdorf, Wallenborn, Weidenbach und Weiersbach,
- von der aufgelösten Verbandsgemeinde Gillenfeld die Gemeinden Brockscheid, Demerath, Ellscheid, Gillenfeld, Mückeln, Saxler, Steineberg, Steiningen, Strohn, Strotzbüsch, Udler und Winkel,
- von der bisherigen Verbandsgemeinde Gerolstein die Gemeinden Betteldorf und Hinterweiler.

Die neue Verbandsgemeinde Daun wurde Rechtsnachfolger der aufgelösten Verbandsgemeinden Daun, Gillenfeld und Niederstadtfeld. Verwaltungssitz blieb die Stadt Daun.

## Bevölkerungsentwicklung
Die Entwicklung der Einwohnerzahl auf dem heutigen Gebiet der Verbandsgemeinde Daun; die Werte von 1871 bis 1987 beruhen auf Volkszählungen:
| Verbandsgemeinde Daun: Einwohnerzahlen von 1815 bis 2023 | Verbandsgemeinde Daun: Einwohnerzahlen von 1815 bis 2023 | Verbandsgemeinde Daun: Einwohnerzahlen von 1815 bis 2023 | Verbandsgemeinde Daun: Einwohnerzahlen von 1815 bis 2023 | Verbandsgemeinde Daun: Einwohnerzahlen von 1815 bis 2023 |
| -------------------------------------------------------- | -------------------------------------------------------- | -------------------------------------------------------- | -------------------------------------------------------- | -------------------------------------------------------- |
| Jahr                                                     |                                                          |                                                          |                                                          | Einwohner                                                |
| 1815                                                     | 1815                                                     |                                                          | 9.375                                                    | 9.375                                                    |
| 1835                                                     | 1835                                                     |                                                          | 12.251                                                   | 12.251                                                   |
| 1871                                                     | 1871                                                     |                                                          | 13.174                                                   | 13.174                                                   |
| 1905                                                     | 1905                                                     |                                                          | 14.665                                                   | 14.665                                                   |
| 1939                                                     | 1939                                                     |                                                          | 16.845                                                   | 16.845                                                   |
| 1950                                                     | 1950                                                     |                                                          | 17.402                                                   | 17.402                                                   |
| 1961                                                     | 1961                                                     |                                                          | 18.105                                                   | 18.105                                                   |
| 1970                                                     | 1970                                                     |                                                          | 20.500                                                   | 20.500                                                   |
| 1987                                                     | 1987                                                     |                                                          | 21.480                                                   | 21.480                                                   |
| 1997                                                     | 1997                                                     |                                                          | 24.093                                                   | 24.093                                                   |
| 2005                                                     | 2005                                                     |                                                          | 24.091                                                   | 24.091                                                   |
| 2011                                                     | 2011                                                     |                                                          | 23.075                                                   | 23.075                                                   |
| 2017                                                     | 2017                                                     |                                                          | 22.692                                                   | 22.692                                                   |
| 2020                                                     | 2020                                                     |                                                          | 22.646                                                   | 22.646                                                   |
| 2023                                                     | 2023                                                     |                                                          | 23.327                                                   | 23.327                                                   |
|                                                          |                                                          |                                                          |                                                          |                                                          |

## Politik

### Verbandsgemeinderat
Der Verbandsgemeinderat Daun besteht aus 36 ehrenamtlichen Ratsmitgliedern, die bei der Kommunalwahl am 9. Juni 2024 in einer personalisierten Verhältniswahl gewählt wurden, und dem Vorsitzenden.
Die Sitzverteilung im Verbandsgemeinderat:
| Wahl | SPD | CDU | Grüne | FDP | FWG | BUV | Gesamt   |
| ---- | --- | --- | ----- | --- | --- | --- | -------- |
| 2024 | 7   | 17  | 2     | 2   | 8   | –   | 36 Sitze |
| 2019 | 7   | 15  | 5     | 3   | 6   | –   | 36 Sitze |
| 2014 | 9   | 15  | 3     | 2   | 5   | 2   | 36 Sitze |
| 2009 | 9   | 13  | 2     | 4   | 4   | 4   | 36 Sitze |
| 2004 | 7   | 20  | 2     | 2   | 5   | –   | 36 Sitze |
| 1999 | 11  | 19  | 2     | 0   | 4   | –   | 36 Sitze |

- FWG = Freie Wähler Verbandsgemeinde Daun e. V.
- BUV = BürgerUnion Vulkaneifel e. V.

### Bürgermeister
Thomas Scheppe (CDU) wurde am 1. Februar 2021 Bürgermeister der Verbandsgemeinde Daun. Bei der Stichwahl am 13. Dezember 2020 hatte er sich mit einem Stimmenanteil von 51,7 % gegen Jens Jenssen (SPD) durchgesetzt, nachdem bei der Neuwahl am 29. November 2020 keiner der ursprünglich drei Bewerber die erforderliche Mehrheit erreicht hatte.
Die vorgezogene Neuwahl war notwendig geworden, weil Scheppes Vorgänger Werner Klöckner (CDU) nach dem 31. Juli 2020 seinen vorzeitigen Ruhestand angetreten hatte. Er hatte die Aufgabe seit 1994 ausgeübt und war zuletzt bei der Direktwahl am 14. Januar 2018 mit einem Stimmenanteil von 84,5 % im Amt bestätigt worden.